# Himarsha Venkatsamy
Himarsha Venkatsamy (sinh ngày 15 tháng 2 năm 1984) là một người mẫu và diễn viên người Ấn Độ gốc Nam Phi, được biết đến khi chiến thắng cuộc thi săn tìm người mẫu Kingfisher Calendar Hunt năm 2010, đánh bại các người mẫu Anjali Lavania và Nidhi Sunil trong vòng chung kết.
Himarsha Venkatsamy đã xuất hiện đặc biệt nổi bật trong bộ phim hài lãng mạn Bollywood 2010 I Hate Luv Storys, nhưng bước đột phá đầu tiên của Himarsha Venkatsamy là khi cô đóng vai Jhumpa trong bộ phim kinh dị Roar: Tigers of the Sundarbans.

## Đầu đời
Himarsha được sinh ra năm 1984, với cha mẹ là người Nam Phi có nguồn gốc Nam Ấn ở Durban, Nam Phi. Himarsha Venkatsamy là một người mẫu từ năm 13 tuổi, và cô bắt đầu học múa ở trường nghệ thuật và âm nhạc Durban. Cô sau đó đã kết hôn với bạn trai lâu năm có nguồn gốc từ Kenya, người được biết đến với cái tên Abdulkadir Arsenalist.

## Nghề nghiệp
Himarsha Venkatsamy đã tham gia chương trình Kingfisher Calendar Girl Hunt 2009 cùng với chị gái Terushka của mình. Cô đã chiến thắng trong cuộc thi Kingfisher Calendar Girl Hunt 2009 mà được truyền hình trực tuyến trên NDTV Good Times. Himarsha Venkatsamy đã học chuyên ngành vật lý trị liệu tại Đại học Witwatersrand, trước khi đến Ấn Độ để làm người mẫu toàn thời gian. Cô đã là một người mẫu trình diễn trong Tuần lễ thời trang Lakme 2009.